# Mordellistena zotalebrevior
Mordellistena zotalebrevior is een keversoort uit de familie spartelkevers (Mordellidae). De wetenschappelijke naam van de soort is voor het eerst geldig gepubliceerd in 1938 door Píc.